# 化制二教
化制二教，屬於大乘佛教南山律宗的判教理論，律宗祖師唐道宣和尚判佛陀所說法爲化教和制教，化教爲渡化眾生之教，制教是僧團制度之教。

## 概述

### 化教
“化”者是谓“渡化、教化”，是对缁素二众所说；《大乘义章》言化教即修多罗（契經藏），也可加上阿毗达摩（论藏）；属于三无漏学的定、慧部分。
化教分爲三教：
- 性空教：諸法性空無我，小乘
- 相空教：諸法本相是空，小菩萨
- 唯识圆教：諸法外塵本無，實唯有識，大菩萨

### 制教
“制”者是谓“制度、唯制内众”，制教又名行教，是谓“辨彰行儀”，是对出家众所说。《大乘义章》言制教即毗尼（律藏）；屬於三無漏學的戒的部分。
南山律宗就是以制教爲依止形成的宗派，以一丝不苟恪守律藏而著称。道宣爲《四分律》注《四分律删繁补阙行事钞》，作为律宗乃至汉传佛教界十分重要的戒本。